# New England Journal of Medicine
The New England Journal of Medicine (N. Engl. J. Med. eller NEJM) är en engelskspråkig referentgranskad medicinsk tidskrift publicerad av Massachusetts Medical Society. Det är den äldsta kontinuerligt utgivna medicinska tidskriften i världen och är den mest lästa, citerade och inflytelserika allmänna medicinska tidskriften i världen. Tidskriftens impact factor 2014 var 55,873 enligt Thomson ISI.